# Allophyes heliocausta
Allophyes heliocausta är en fjärilsart som beskrevs av Charles Boursin 1957. Allophyes heliocausta ingår i släktet Allophyes och familjen nattflyn. Inga underarter finns listade i Catalogue of Life.